# Mahmoud Riad

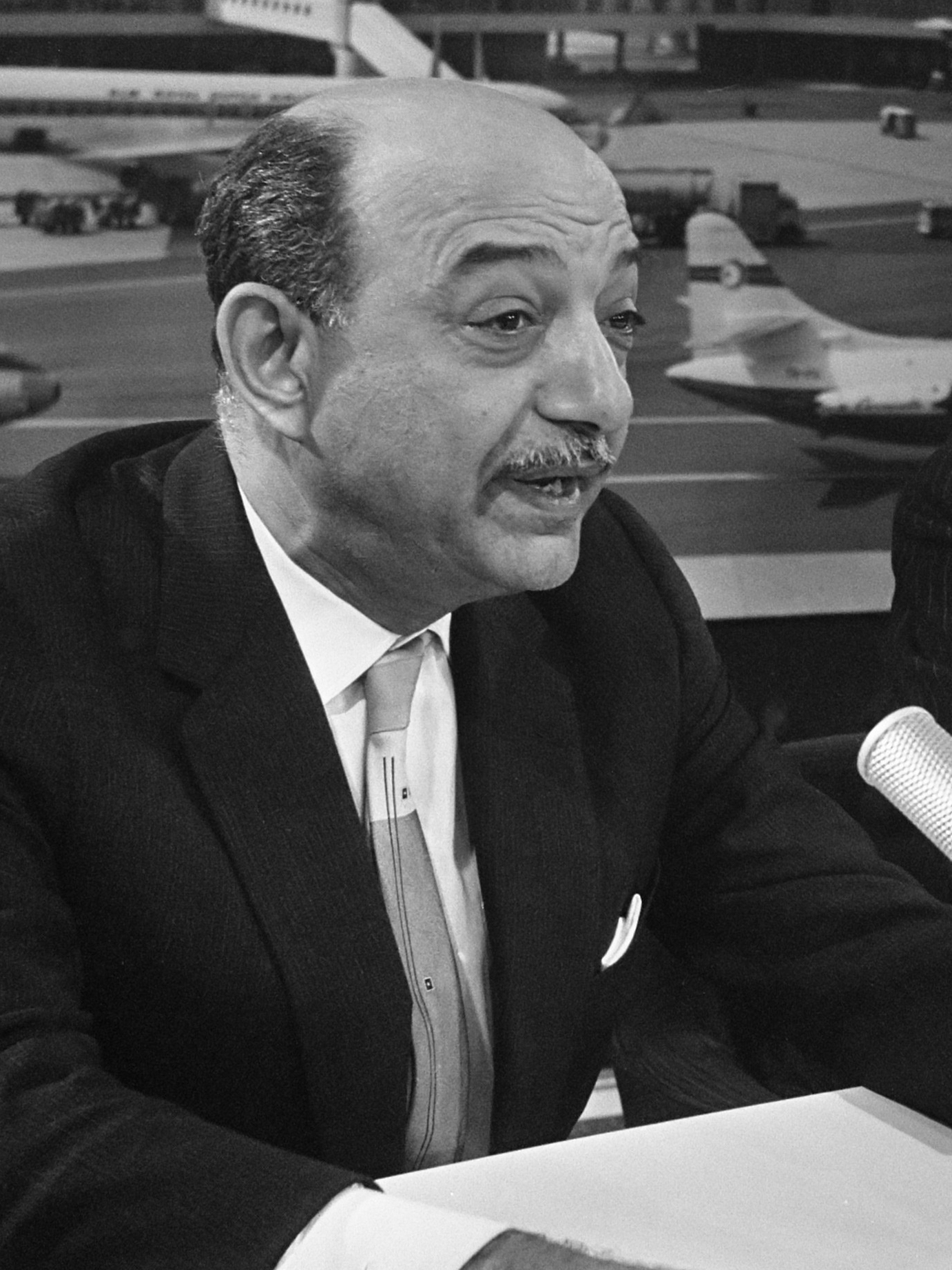
Mahmoed Riad (1969)

Mahmoud Riad (auch: Mahmud Riyyad; arabisch محمود رياض, DMG Maḥmūd Riyāḍ; * 8. Januar 1917 in Al-Qalyubiyya; † 25. Januar 1992 in Kairo) war ein ägyptischer Politiker und Diplomat.

## Leben
Nach seiner Teilnahme am Palästinakrieg 1948 bis 1949 war er Mitglied der ägyptischen Delegation bei den Waffenstillstandsverhandlungen mit Israel 1949. Nach dem Militärputsch vom 23. Juli 1952 und dem Sturz der Monarchie trat er in den Dienst des Außenministeriums, wo er zunächst Referatsleiter für Palästina war. Im Anschluss war er von 1953 bis 1955 Direktor für arabische Angelegenheiten und sodann bis 1958 Botschafter in Syrien. Nach seiner Rückkehr wurde er Sonderberater von Präsident Gamal Abdel Nasser. 1962 erfolgte seine Ernennung zum Ständigen Vertreter bei den Vereinten Nationen in New York.
Danach war Riad von 1964 bis 1972 Außenminister und zugleich zwischen 1971 und 1972 auch Stellvertretender Premierminister in der Regierung von Mahmud Fauzi. In diesen Funktionen bemühte er sich um eine breitere internationale Front gegen Israel, welches von der arabischen Liga boykottiert wurde. Im Vorfeld des Sechstagekriegs verschleierte Riad gegenüber UN-Vertretern die Kriegsvorbereitungen Ägyptens.
Am 1. Juni 1972 wurde er Nachfolger seines Landsmannes Abdel Khaliq Hassuna als Generalsekretär der Arabischen Liga.
Er war gegen die Friedensinitiative von Präsident Anwar as-Sadat mit Israel eingestellt und warnte vor dem aus seiner Sicht einseitigen Schritt, der einen Riss in der arabischen Welt verursache. Dennoch wurde der Friedensvertrag im März 1979 unterzeichnet. Weil andere arabische Staaten aus diesem Grund für einen Ausschluss Ägyptens aus der Liga und die Verlegung des Sitzes der Organisation von Kairo nach Tunis stimmten, trat Riad vom Posten des Generalsekretärs zurück. Im Anschluss daran blieb er jedoch Berater der Regierungen der Präsidenten as-Sadat und Husni Mubarak.